# Lena - Amore della mia vita
Lena - Amore della mia vita (Lena - Liebe meines Lebens) è una soap opera tedesca, adattamento della telenovela argentina Don Juan y su bella dama creato da Claudio Villarruel e Bernarda Llorente. La soap, prodotta dalla società di produzioni Endemol, è andata per la prima volta in onda, in Germania, nel settembre 2010. 
La sigla iniziale è il ritornello della canzone Butterflies di Tone Damli Aaberge.

## Trama
Lena Sander è una giovane donna di spirito con un grande cuore. Vive a Colonia insieme al suo fidanzato Tony e il figlio di quest'ultimo, Luca. Nella stessa città vive anche la sua famiglia, il padre poliziotto Frank, la madre Pia e il fratello Michael. Lena si ritroverà a lavorare per la contessa Amelie von Arensberg e lì conoscerà David, il nipote di quest'ultima. Tra i due c'è un immediato colpo di fulmine, ma sventura vuole che i due siano già sentimentalmente impegnati. La soap si incentra sulle vicende amorose di Lena e David e sul loro amore ostacolato dai tre antagonisti: Tony, il fidanzato di Lena; Vanessa, un'amica speciale di David, nonché fidanzata del padre di David; e Rafael, il padre di David. La storia si svolge tra intrighi, inganni e processi che coinvolgeranno tutti i personaggi.

## Personaggi

### Personaggi principali
- Lena von Arensberg (puntata 1-180), interpretata da Jessica Ginkel, doppiata da Stefania De Peppe.
Lena è una giovane donna di spirito e dotata di un gran un grande cuore. Vive a Colonia insieme al suo fidanzato Tony Wiss, ed il figlio di quest'ultimo, Luca Weiss. Nella stessa città vive anche la sua famiglia, il padre poliziotto Frank Sanders, la madre Pia Behernt ed il fratello Michael Sanders. Lena Sanders si ritroverà a lavorare per la contessa Amelie von Arensberg, dove conoscerà David von Arensberg, nipote di Amelie. Tra i due è un colpo di fulmine, ma sventura vuole che i due siano già sentimentalmente impegnati.
- David von Arensberg (puntata 1-180), interpretato da Max Alberti, doppiato da Maurizio Merluzzo.
David è un giovane conte, nonché pianista talentuoso. Ha, fin dall'inizio un flirt con Vanessa Mayer, la fidanzata di suo padre, ma in realtà ama alla follia Lena Sanders, il suo grande amore; ma prima che i due possano essere felici insieme David von Arensberg dovrà fare i conti con gli scheletri nell'armadio della sua famiglia. Uno di questi è quello della misteriosa morte di Julia, la madre, investita dal padre di Lena Sanders, e ciò li allontanerà l'uno dall'altra. Per risolvere il mistero, si farà aiutare da Katharina, una giovane avvocatessa, che poi diventerà la sua fidanzata.
- Vanessa Meyer (puntata 1-180), interpretata da Janina Flieger, doppiata da Chiara Francese.
Nella prima puntata si presenta a David von Arensberg con un falso nome, Theresa. La donna inizia una relazione intima con lui, senza sapere che in realtà è figlio di Rafael von Arensberg, il suo attuale fidanzato. Nonostante tutto la loro relazione continua, ma, quando David von Arensberg viene a saperlo la lascia, anche se ormai Theresa, alias Vanessa è rimasta incinta. Nel frattempo inizia un rapporto con Tony Weiss, acerrimo nemico di David von Arensberg. Dopo aver avuto con Tony Weiss una figlia, Letizia, la abbandona in ospedale per poter tornare al castello da Rafael von Arensberg, a vivere nella ricchezza e nel lusso. Ma alla fine si scopre che in realtà Letizia non è figlia di Tony, ma di Rafael.
- Tony Weiss (puntata 1-180), interpretato da Kostas Sommer, doppiato da Simone D'Andrea.
Anton "Tony" Weiss un personaggio che non si fa scrupoli di fronte a nessuna sfida. È fidanzato, marito e poi ex marito di Lena , con un divorzio alle spalle (con Janka, madre di suo figlio Luca), quando David von Arensberg si innamora di Lena Sander, cerca in ogni modo di separarli. In seguito, ha una relazione con Vanessa Meyer, madre di sua figlia Letizia. Venne coinvolto nell'incidente di Julia von Arensberg insieme a Frank Sander, padre di Lena Sander.
- Amelie von Arensberg (puntata 1-180), interpretata da Johanna Liebeneiner, doppiata da Giuliana Nanni.
Amelie von Arensberg, è l'anziana madre di Rafael von Arensberg, nonna di David von Arensberg, vedova di Clemens von Arensberg e moglie di Fritz Schubert. Vuole molto bene a Lena Sander e vorrebbe vederla felice con David von Arensberg. Non sopporta Vanessa Meyer, e non sa che suo figlio sta facendo di tutto per sottrarle il castello. È amica di Pia Sander, la madre di Lena Sander e quando aprirà il suo atelier, Amelia von Arensberg la aiuterà finanziariamente.
- Rafael von Arensberg (puntata 1-180), interpretato da Urs Remond, doppiato da Marcello Cortese.
Padre di David von Arensberg e figlio di Amelie e Fritz von Arensberg, grazie alla complicità di Vanessa Meyer, farà di tutto per impossessarsi del castello, giungendo persino ad assumere una donna per scacciare il padre biologico e cercando di rinchiudere la madre in una casa di cura. Uccide strangolandola la moglie Julia, perché lei non lo voleva più, facendo ricadere la colpa su Frank Sander, padre di Lena Sander, e con questo separerà Lena Sanders e David von Arensberg che stavano per sposarsi. Successivamente tenterà di ricattare Vanessa Meyer, ma lei riuscirà a farlo cadere nella sua trappola. Disse a Vanessa Meyer che, solo se abbandonerà la sua bambina, Letizia Meyer, lei potrà tornare a vivere nel lusso più sfrenato. Tenta di uccidere il figlio David von Arensberg, sparandogli. È anche colpevole del tentato rapimento di Lena Sander, la nuora, e, prima di essere arrestato, le punta la pistola alla testa.
- Pia Sander (puntata 1-180), interpretata da Jenny Jürgens, doppiata da Valeria Falcinelli.
Madre di Lena e Michael Sander, sposata con Frank Sander. Appena scopre il tradimento del marito con la collega Gaby Keller, si separeranno, ma ancora il divorzio non viene ufficializzato. È un'abile sarta: grazie all'aiuto di Amelie von Arensberg, aprirà un atelier e metterà in esposizione e in vendita i suoi vestiti. Mentre è ancora sposata con Frank Sander avrà un flirt con Mathias März, ma alla fine ritornerà con Frank Sanders.
- Frank Sander (puntata 1-180), interpretato da Joachim Raaf, doppiato da Federico Danti.
Poliziotto, padre di Lena Sander e marito di Pia Behernt. Da anni ha una relazione segreta con la collega Gaby Keller, che lo porta alla separazione dalla moglie. Verrà accusato della morte di Julia von Arensberg, anche se in realtà lui l'ha, sì investita, ma non uccisa, dato che il colpevole dello strangolamento fatale è Rafael von Arensberg; dopo l'assoluzione ritornerà in polizia.
- Linda Behrendt (puntata 1-180), interpretata da Isabel Varell, doppiata da Alessandra De Luca.
Linda è la zia di Lena, protagonista della soap, e infermiera all'ospedale di Colonia. Cerca il suo grande amore, e all'inizio pensa che sia proprio Rafael von Arensberg; in realtà lei non sa che lui non l'ama, anzi si sta prendendo gioco di lei. All'inizio odia Frank Sander, suo cognato, ma nel tempo le cose cambieranno e i due andranno molto d'accordo. Alla fine, il grande amore come la sorella Pia, lo ha trovato anche lei, ed è proprio Andreas Sander, fratello di suo cognato Frank Sander, un chirurgo di New York ritornato nel suo paese natale. Quando Frank Sander, venne arrestato, subito dopo diventerà anche il suo superiore, nonché anche il fidanzato.
- Gaby Keller (puntata 1-178), interpretata da Isabella Schmid, doppiata da Ilaria Egitto.
Gabriella "Gaby" Keller è una collega ed ex amante di Frank. Madre di Benjamin Sander e fidanzata di Peter Evers.
- Fritz Schubert (puntate 24, 55-180), interpretato da Wichart von Roëll, doppiato da Antonio Paiola.
Friedrich "Fritz" Schubert è un antico amore e attuale marito della contessa Amelie, in passato giardiniere di Villa von Arensberg.

### Personaggi secondari
- Janka Kovac, divorziata Weiss (puntata 1-180), interpretata da Mila Kostadinovic, doppiata da Maura Marenghi.
Madre di Luca Weiss ed ex moglie e fidanzata di Tony Weiss, ex fidanzata di Andreas.
- Thomas "Tom" Lorenz (puntata 1-180), interpretato da Thomas M. Held, doppiato da Francesco Mei.
Migliore amico di David e fidanzato di Conny.
- Conny Küppers (puntata 2-180), interpretata da Annika Ernst, doppiata da Cristiana Rossi.
Migliore amica di Lena e fidanzata di Tom.
- Peter Evers (puntata 2-180), interpretato da Mirco Reseg, doppiato da Diego Baldoin.
Collega di Frank e fidanzato Gaby.
- Isabelle Lisson, nata Meyer (puntata 32-180), interpretata da Cécile Bagieu, doppiata da Luisa Ziliotto.
Sorellastra di Vanessa Meyer.
- Felicitas Martin (puntata 74-96), interpretata da Ivonne Schönherr, doppiata da Ludovica De Caro.
Pronipote di Fritz, nasconde un grande segreto; vive una storia d'amore con David.
- Michael "Micha" Sander (puntata 1-135, 180), interpretato da Felix Bold, doppiato da Fabrizio Valezano.
Fratello minore di Lena, figlio di Pia e Frank, fidanzato di Jasmin e padre di Emma.
- Jasmin Blohm (puntata 2-135, 180), interpretata da Barbara Prakopenka, doppiata da Isabella Cortese.
Fidanzata di Michael e madre di Emma.
- Mathias März (puntata 7-110), interpretato da Andreas Jung, doppiato da Giorgio Bonino.
Proprietario di un salone di bellezza e amico dei Sander, ha avuto un flirt con Pia.
- Luca Weiss (puntata 1-180), interpretato da Kilian Krüll, doppiato da Patrizia Mottola.
Figlio di Tony e Janka.
- Katharina Jung (puntata 128-175), interpretata da Aylin Esener, doppiata da Renata Bertolas.
Avvocato di Frank Sander ed ex fidanzata di David von Arensberg.
- Andreas Sander (puntata 131-180), interpretato da Jens Peter Nünemann, doppiato da Luigi Rosa.
Fratello di Frank Sander, cognato di Pia, fidanzato di Linda, zio di Lena, Michael e Benjamin. Cardiologo.
- Gregor Wilke (puntata 134-175), interpretato da Alex Huber, doppiato da Patrizio Prata.
Nuovo proprietario del Tango Club ed ex fidanzato di Lena.

### Personaggi minori
- Julia von Arensberg † (compare dalla puntata 6 alla 176), interpretata da Jeannine Burch.
Defunta madre di David e moglie di Rafael, investita (senza essere uccisa) da Frank durante una discussione con Tony e strangolata un istante dopo dal marito Rafael.
- Silke Lorenz (puntate 7-39), interpretata da Barbara Schwarz.
Ex moglie di Tom.
- Matthias Zöller (puntate 11-18, 123, compare nella 176), interpretato da Thomas Bartholomäus, doppiato da Alessandro Zurla.
Parcheggiatore testimone dell'omicidio di Julia von Arensberg.
- Markus Brauner (puntate 13-28), interpretato da Ulrich Schmissat, doppiato da Pietro Ubaldi.
Curante della famiglia von Arensberg, corrotto da Vanessa e da Rafael allo scopo di diagnosticare una forma di demenza senile ad Amelie, in modo così da trasferirla ad una casa di riposo.
- Sven Kahl † (puntata 49-64, 75-94), interpretato da Heinz Simon Keller, doppiato da Stefano Albertini.
Creditore di Rafael von Arensberg.
- Alex Geisel (puntata 49-62), interpretato da Alexander Sholti, doppiato da Andrea Bolognini.
Vigile del fuoco, ha un flirt con Conny Küppers.
- Gephard Jessen (puntate 50-51), interpretato da Bernhard Hauer, doppiato da Claudio Ridolfo.
Medico di Tony Weiss, corrotto da Vanessa allo scopo di simulare un tumore al cervello.
- Benjamin Sander (puntate 52-180), interpretato da Gary Brown.
Figlio di Frank Sander e di Gaby Keller, fratellastro di Lena e Michael Sander.
- Emma Sander (puntata ?-135), interpretato da Anthony Blasyomhi.
Figlia di Michael Sander e Jasmin Blohm, nipote di Frank, Pia, Lena, Andreas e Linda.
- Elke Groß (puntate 63-67), interpretata da Carole Schmitt, doppiata da Cinzia Massironi.
Superiore di Frank, lo sottopone ad un controllo psicologico.
- Sascha Wagner (puntate 66-71), interpretato da Roman Haubner, doppiato da Paolo De Santis.
Ragazzo transessuale, vittima di violenze, si prende una cotta per Peter.
- Katja Karmaat (puntate 67-72, 81), interpretata da Katharina Hadem, doppiata da Maddalena Vadacca.
Stilista di moda ed ex fidanzata di Mathias März.
- Benedikta (puntate 73-78), interpretata da Christa Rockstroh, doppiata da Veronica Rocca.
Monaca benedettina che accudisce amorevolmente Janka dopo averla trovata in chiesa priva di sensi.
- Christine Lorenz (puntate 106-109), interpretata da Kerstin Gähte, doppiata da Cinzia Massironi.
Madre di Tom Lorenz.
- Richard Küppers (puntate 107-109), interpretato da Mike Reichenbach, doppiato da Vittorio Bestoso.
Padre di Conny Küppers.
- Ulla Hellwich, alias Ursula Von Bergfeld (puntata 132-138), interpretata da Simone Ritscher, doppiata da Cristina Giolitti.
Donna pagata da Rafael von Arensberg al fine di far cacciare Fritz Schubert dal castello.
- Phil Barley (puntata 180), interpretato da Timo Hübsch.
Produttore musicale amico di David von Arensberg e flirt di Isabelle Lisson.
- Padre Schwertkamp (puntata 180), interpretato da Franz-Jürgen Zigelski.
Sacerdote che ha celebrato il matrimonio di Lena e David.

## Riconoscimenti
Alcuni membri del cast hanno ottenuto una nomination per il German Soap Award, che si è svolto per la prima volta nel giugno 2011:
- Miglior attrice in una telenovela - Janina Flieger, Jenny Jürgens
- Miglior attore in una telenovela - Max Alberti, Joachim Raaf
- Miglior coppia di innamorati - Max Alberti & Jessica Ginkel
- Il cattivo più cattivo - Urs Remond
- Miglior attrice esordiente - Annika Ernst
- Donna più sexy - Jessica Ginkel
- Uomo più sexy - Kostas Sommer